# Kremlin Cup 2010
Der Kremlin Cup 2010 war ein Tennisturnier der WTA Tour 2010 für Damen und ein Tennisturnier der ATP World Tour 2010 für Herren im Olimpijski in Moskau und fand zeitgleich vom 18. bis 24. Oktober 2010 statt.
Titelverteidiger im Einzel war Michail Juschny bei den Herren sowie Francesca Schiavone bei den Damen. Im Herrendoppel war die Paarung Pablo Cuevas und Marcel Granollers, im Damendoppel die Paarung Marija Kirilenko und Nadja Petrowa Titelverteidiger.

## Herrenturnier
→ Hauptartikel: Kremlin Cup 2010/Herren
→ Qualifikation: Kremlin Cup 2010/Herren/Qualifikation

## Damenturnier
→ Hauptartikel: Kremlin Cup 2010/Damen
→ Qualifikation: Kremlin Cup 2010/Damen/Qualifikation